# Ba Than
Pour les articles homonymes, voir Ba (nom de famille).
Ba Than (Gyi) (1883-1968) est un expert birman en éducation physique, Directeur des Sports au Ministère birman de l’Éducation à partir des années 1940 et cela durant une vingtaine d’années. Après la Seconde Guerre mondiale, il aurait entrepris avec un groupe d’experts une compilation des arts martiaux birmans. Il participa à la modernisation de la pratique des différents styles de thaing en fondant le Hanthawaddy-bando-system (Hanthawaddy-thaing) et organisa des tournois de lethwei dès la fin de la Seconde Guerre mondiale. Son décès a interrompu son œuvre.
Cette version popularisée aux États-Unis par son fils Dr Maung Gyi n'est pas confirmée par les maitres du Myanmar, qui s'ils connaissent U Ba Than en tant que professeur de sport puis directeur des sports, précisent qu'il n'a jamais été maitre de Bando Thaing, ni même professeur d'arts martiaux.